# Умбрафель
Умбрафель (Umbrafel; родился в 466 году) — валлийский святой, бретонский дворянин. День памяти неизвестен.
Умбрафель был сыном Будика I Бретонского. Он был братом Амона Диведского, отцом святого Маглория и дядей святого Самсона Дольского. Его жена Афрелия, согласно повествованию Джефри Монмутского, была дочерью Вортимера, сына Вортигерна и Севиры, дочери римского императора Максима. Их детьми были святые Маглорий (Maglor ap Umbraphel; 485—575) и Хенок (Henoc ap Umbraphel; родился в 487 году) и еще один неизвестный ребенок ап верх Умбрафель (ap verch Umbraphel).
Самсон убедил своих родителей разрешить ему уйти в монастырь, и в то же время Умбрафель и его жена Афрелия решили поступить так же.